# 262705 Vosne-Romanee
262705 Vosne-Romanee este o planetă minoră (asteroid) din centura de asteroizi. A fost descoperită pe 14 decembrie 2006 la Vicques⁠(d) de Michel Ory⁠(d). 
Obiectul prezintă o orbită caracterizată de o semiaxă mare de 2,4083114837111 UAi, o excentricitate de 0,14, o înclinație de 3,5 ° în raport cu ecliptica.